# 金罂粟属
金罂粟属（学名：Stylophorum）是罂粟科下的一个属，为多年生草本植物。该属共有约3种，分布于亚洲东部和美洲北部。